# Agnew (Illinois)
Agnew ist eine kleine Siedlung im Whiteside County im Nordwesten des  US-amerikanischen Bundesstaates Illinois. Der Ort liegt in der Hopkins Township und gehört als Unincorporated Community keiner Gemeinde an.

## Geografie
Agnew liegt im nordöstlichen Zentrum des Whiteside County, rund 30 Kilometer östlich des Mississippi, der die Grenze zu Iowa bildet. Die Grenze zu Wisconsin verläuft rund 85 Kilometer nördlich.
Benachbarte Orte von Agnew sind Sterling (9,3 Kilometer östlich), Rock Falls (10,3 Kilometer östlich), Como (5,1 Kilometer südöstlich), Lyndon (17 Kilometer westsüdwestlich) und Morrison (14,4 Kilometer westnordwestlich).
Die nächstgelegenen größeren Städte sind Dubuque in Iowa (129 Kilometer nordwestlich), Rockford (96,3 Kilometer nordöstlich), Chicago (188 Kilometer östlich), Peoria (136 Kilometer südlich) sowie die Quad Cities (86,2 Kilometer westsüdwestlich).

## Verkehr
Agnew liegt am U.S. Highway 30. Daneben existieren noch eine Reihe unbefestigter Fahrwege und Zufahrtsstraßen.
Durch Agnew führt eine Eisenbahnstrecke der Union Pacific Railroad.
Die nächstgelegenen Flughäfen sind der 90 Kilometer nordöstlich von Agnew gelegene Chicago Rockford International Airport sowie der 87 Kilometer südwestlich gelegene Quad City International Airport.